# Lee Newman (Musikproduzentin)

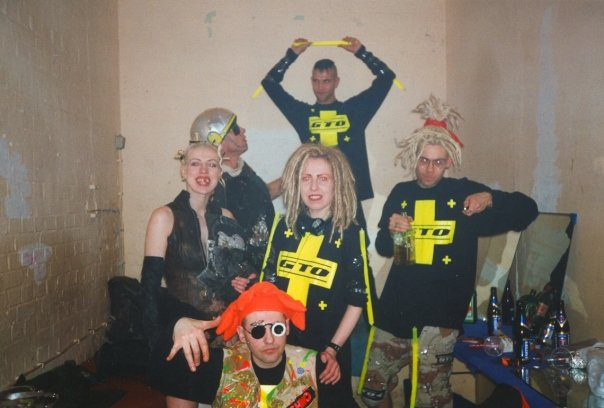
Bandfoto Greater Than One (Newman, 3 v. r.)

Lee Newman († 4. August 1995 in Amsterdam, Niederlande) war eine britische Musikproduzentin, die zu den Pionieren der europäischen Techno-Szene gehörte.
Sie produzierte hauptsächlich mit ihrem späteren Ehemann Michael Wells unter dem Projektnamen Greater Than One (später nur als GTO abgekürzt). 1993 verlegte sie ihren Wohnort zusammen mit Wells von London nach Amsterdam.
Zwei Jahre später wurde bei ihr Hautkrebs diagnostiziert, dem sie nach kurzem Kampf erlag. Die Goldene Schallplatte für die Technohead-Hit-Single I Wanna Be A Hippy erlebte sie nicht mehr.